# Protoplasa fitchii
Protoplasa fitchii is een muggensoort uit de familie van de Tanyderidae. De wetenschappelijke naam van de soort is voor het eerst geldig gepubliceerd in 1859 door Osten Sacken.